# Acanthocalycium thionanthum
Acanthocalycium thionanthum es una especie de planta suculenta perteneciente al género Acanthocalycium, dentro de la familia Cactaceae. Es endémica del noroeste de Argentina.

## Descripción

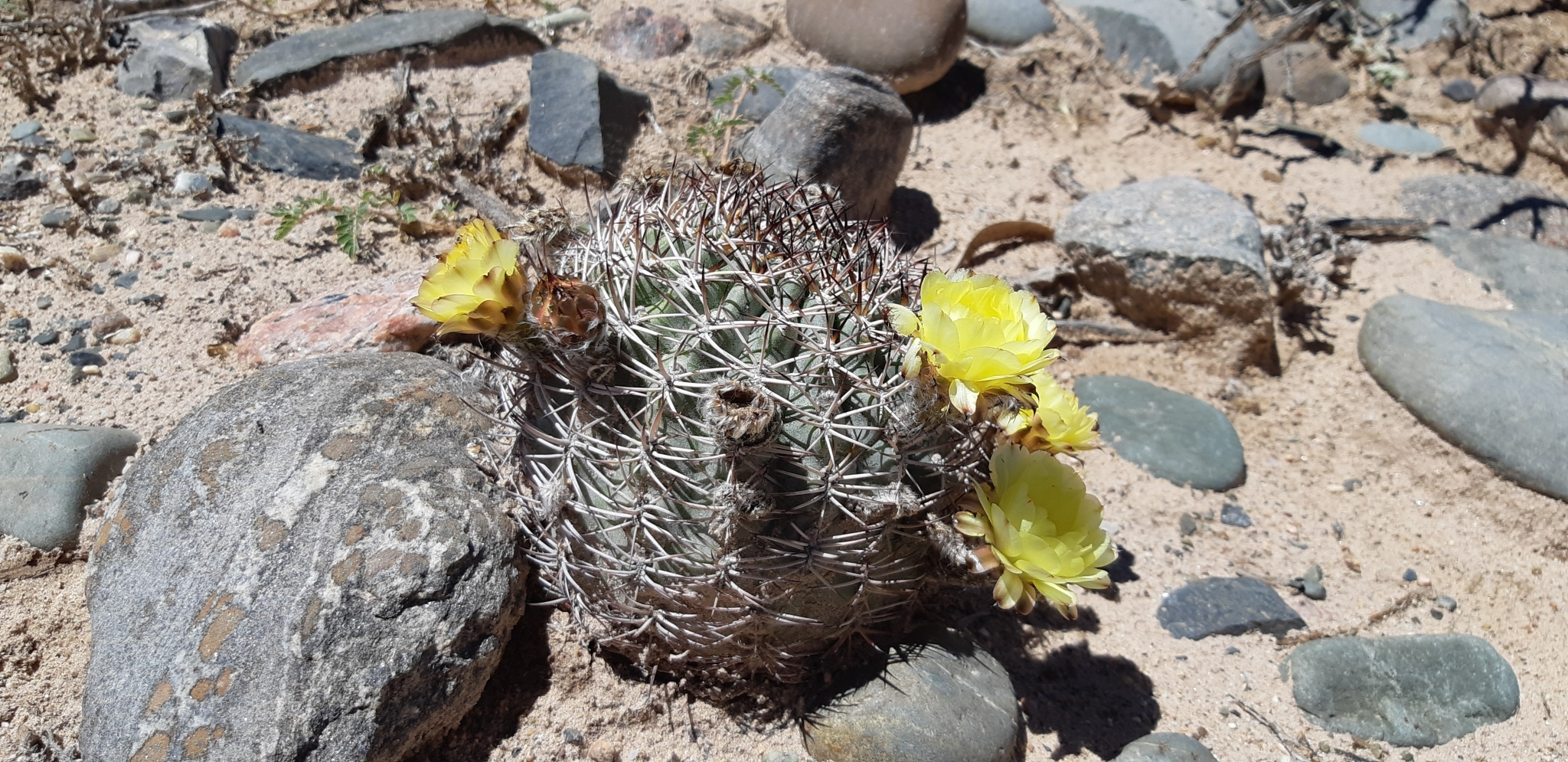
Planta en su hábitat

Acanthocalycium thionanthum crece generalmente de forma solitaria, con tallos esféricos o cilíndricos cortos y de color verde oscuro a gris verdoso. Alcanza una altura de hasta 12 cm, con un diámetro de 10 cm. Tiene de 9 a 15 costillas redondeadas que están ligeramente dentadas y abultadas. De las areolas elípticas surgen espinas grises, con una punta más oscura. Tiene de 1 a 4 espinas centrales, que también pueden estar ausentes, y de 5 a 10 espinas radiales.

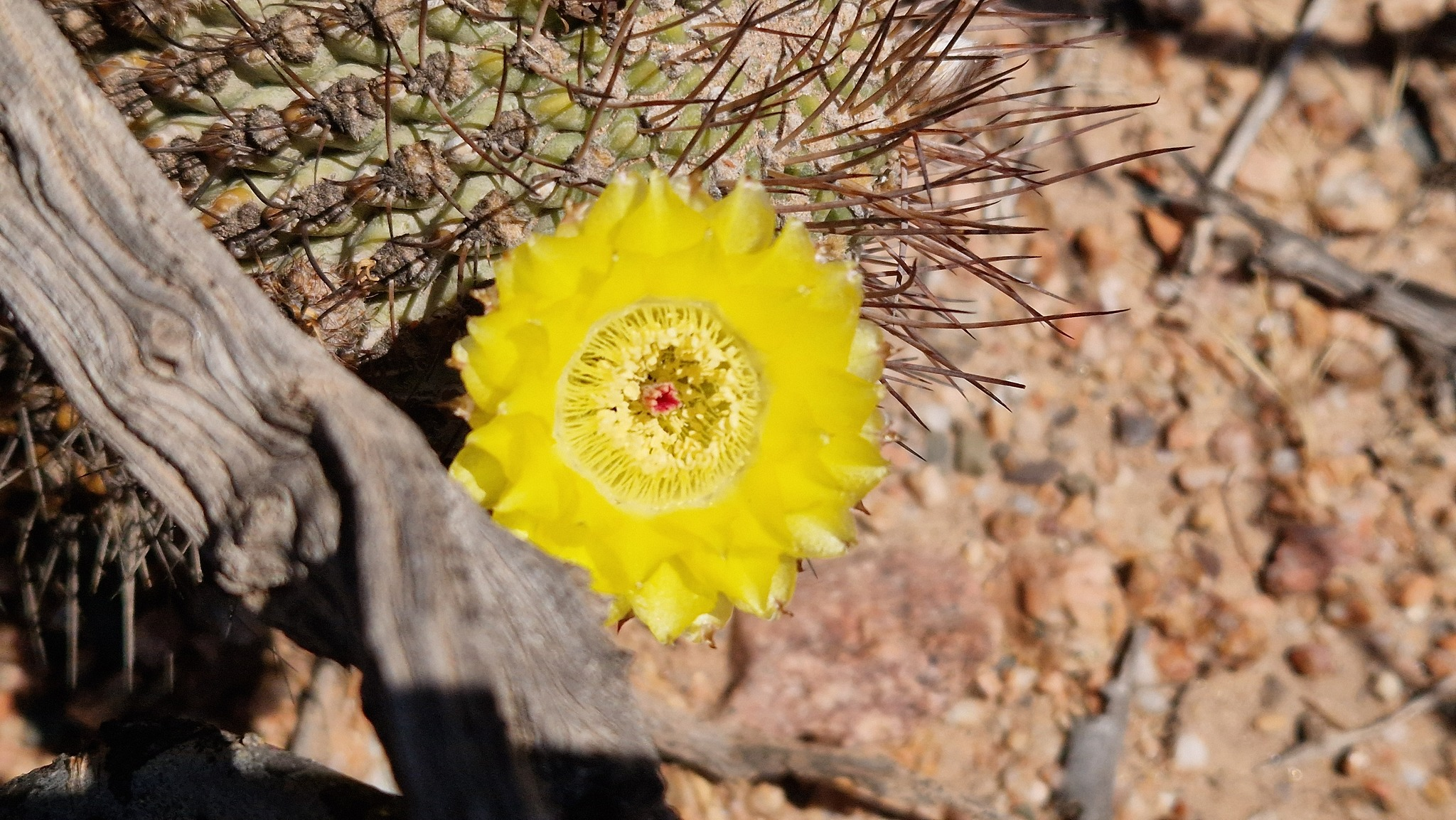
Detalle de la flor

Las flores, algo acampanadas, van de color amarillo vivo a rojo o blanco. Tienen una longitud de hasta 4,5 cm y tienen el mismo diámetro. Su pericarpelo y el tubo floral están cubiertos de escamas puntiagudas oscuras y pelos de color marrón a blanco. Los frutos son esféricos, de pulpa dura y un diámetro de hasta 1 cm.

## Distribución y hábitat
El área de distribución nativa de esta especie es el noroeste de Argentina y crece principalmente en biomas desérticos o de matorrales secos, a altitudes de 1500 a 3000 m s. n. m. (metros sobre el nivel del mar).

## Taxonomía
La primera descripción de esta especie fue como Echinocactus thionanthus, publicada en 1905 por el botánico argentino Carlos Luis Spegazzini en la revista científica Anales del Museo Nacional de Buenos Aires 11: 499.
Más tarde, el botánico alemán Curt Backeberg trasladó la especie al género Acanthocalycium, por lo que pasó a llamarse Acanthocalycium thionanthum. Registró estos cambios en el libro Kaktus-ABC: 226, publicado en 1936.
Etimología
- Acanthocalycium: nombre genérico que proviene del griego akantha (que significa 'espinoso') y kalyx (que significa 'yemas'), haciendo referencia a las espinas de los tubos florales.[5]
- thionanthum: epíteto específico que deriva de las palabras griegas theion (que significa ‘azufre’) y anthos (que significa ‘flor’), haciendo referencia al color amarillo de sus flores.[6]

### Subespecies
Actualmente se distinguen tres subespecies:
| Imagen | Subespecie                                                     | Descripción                                                      | Distribución          |
| ------ | -------------------------------------------------------------- | ---------------------------------------------------------------- | --------------------- |
|        | Acanthocalycium thionanthum subsp. ferrarii (Rausch) Schlumpb. | Epidermis verde y presentan hasta 18 costillas.                  | Argentina (Tucumán)   |
|        | Acanthocalycium thionanthum subsp. glaucum (F.Ritter) Lodé     | Epidermis de color verde azulado o grisáceo.                     | Argentina (Catamarca) |
|        | Acanthocalycium thionanthum subsp. thionanthum                 | Epidermis de color verde oscuro y presentan de 9 a 15 costillas. | Noroeste de Argentina |

Sinonimia
- Sinónimos de Acanthocalycium thionanthum subsp. ferrarii:
  - Acanthocalycium ferrarii Rausch (1976)
  - Echinopsis thionantha subsp. ferrarii (Rausch) M.Lowry (2002)
  - Acanthocalycium thionanthum var. munitum (Rausch) J.G.Lamb. (1998)
  - Acanthocalycium variiflorum Backeb. (1966)
  - Lobivia thionantha var. ferrarii (Rausch) Rausch (1985-1986 publ. 1987)
  - Lobivia thionantha var. munita Rausch (1985-1986 publ. 1987)
  - Lobivia thionantha var. variiflora (Backeb.) Rausch (1985-1986 publ. 1987)

- Sinónimos de Acanthocalycium thionanthum subsp. glaucum:
  - Acanthocalycium aurantiacum Rausch (1968)
  - Acanthocalycium glaucum F.Ritter (1964)
  - Echinopsis aurantiaca (Rausch) H.Friedrich & G.D.Rowley (1974)
  - Echinopsis glaucina H.Friedrich & G.D.Rowley (1974)
  - Echinopsis thionantha subsp. glauca (F.Ritter) M.Lowry (2005)
  - Lobivia thionantha var. aurantiaca (Rausch) Rausch (1985-1986 publ. 1987)
  - Lobivia thionantha var. glauca (F.Ritter) Rausch (1985-1986 publ. 1987)

- Sinónimos de Acanthocalycium thionanthum subsp. thionanthum:
  - Acanthocalycium brevispinum F.Ritter (1964)
  - Acanthocalycium catamarcense F.Ritter (1980)
  - Acanthocalycium chionanthum (Speg.) Backeb. (1936)
  - Acanthocalycium griseum Backeb. (1963)
  - Echinocactus chionanthus Speg. (1905)
  - Echinopsis brevispina (F.Ritter) H.Friedrich & G.D.Rowley (1974)
  - Echinopsis chionantha (Speg.) Werderm. (1931)
  - Lobivia chionanthas Britton & Rose (1922)
  - Lobivia thionantha Britton & Rose (1922)
  - Lobivia thionantha var. brevispina (F.Ritter) Rausch (1985-1986 publ. 1987)
  - Lobivia thionantha var. catamarcensis (F.Ritter) Rausch (1985-1986 publ. 1987)
  - Lobivia thionantha var. chionantha (Speg.) Rausch (1985-1986 publ. 1987)
  - Lobivia thionantha var. erythrantha Rausch (1985-1986 publ. 1987)

## Estado de conservación
En la Lista Roja de Especies Amenazadas de la UICN, la especie está clasificada como de "Preocupación Menor (LC)". De hecho, la única amenaza para esta especie es la recolección local para uso ornamental.

## Usos
Se cultiva principalmente como planta ornamental y se propaga mediante semillas, las cuales germinan en 7-14 días a 21-27 °C.